# Hreljinska gradina
Stari grad Hreljin ili Hreljinska gradina ruševine su utvrde i značajnog trgovačkog, obrambenog i upravnog srednjovjekovnog grada Hreljina u Hrvatskoj. Nalazi se u zapadnom dijelu Vinodola, iznad Bakarca koji mu je služio kao luka.  Grad se u povijesnim izvorima prvi put spominje 1225. godine, kada su ga krčki knezovi Frankopani dobili u vlasništvo temeljem darovnice hrvatsko-ugarskog kralja Andrije II. Jedna je od devet općina u Vinodolskom zakoniku iz 1288. godine. Nakon Frankopana, od 1550. godine u posjedu je Zrinskih, sve do pogubljenja ovih velikaških obitelji 1671. godine kada ga preuzima austrijska državna komora. Godine 1778. Hreljin potpada pod Bakar, kada je on proglašen slobodnim kraljevskim gradom. Grad već otprije polagano propada, ponajviše zbog gospodarskih promjena povezanih s početkom izgradnje Karolinske ceste od Karlovca do Bakra i Rijeke 1726. godine. Posljednja tri stanovnika bili su svećenici koji su ga napustili 1790. godine, odlazeći živjeti u novi Hreljin.
Stari grad Hreljin bio je opasan zidinama s dvije kule i imao je dva ulaza. Na najvišem mjestu brežuljka kula okrenuta prema Bakarskome zaljevu zatvarala je s obrambenim zidom i manjom četverougaonom kulom kaštel, vjerojatno najstariji dio utvrđenoga naselja. U sredini naselja nalazila se jednobrodna crkva sv. Jurja s prizidanim zvonikom na pročelju. Crkvica Blažene Djevice Marije najbolje je sačuvana građevina staroga Hreljina; posvećena je 1701. godine.

## Vanjske poveznice
|  | Zajednički poslužitelj ima još gradiva o temi Hreljinska gradina |